# Forever Night, Never Day
Tournées par Thirty Seconds to Mars
Welcome to the Universe Tour
(2006)
Le Forever Night, Never Day est la première tournée du groupe américain Thirty Seconds to Mars. La tournée a débuté le 7 mars 2006, à Tulsa, et s'est terminé le 3 juin 2006 à Bakersfield. Elle s'est déroulée dans États-Unis et Canada.

## Set list
1. A Beautiful Lie
2. Capricorn (A Brand New Name)
3. The Kill (Bury Me)
4. Buddha for Mary
5. Edge of the Earth
6. Fallen
7. Battle of One
8. The Fantasy (avec le cover de "Closer" des Nine Inch Nails)
9. Was It a Dream? (Jared acoustic solo)
10. Attack[1]

## Supporter
Les special guests ou supporters des concerts de la tournée sont :
- Première étape : Emanuel
- Seconde étape : Aiden
- Troisième étape : Keating

## Dates de la tournée
| 7 mars 2006     | Tulsa               | États-Unis | Cains Ballroom            |
| 9 mars 2006     | Dallas              | États-Unis | Lakewood Theatre          |
| 10 mars 2006    | Houston             | États-Unis | Engine Room               |
| 11 mars 2006    | San Antonio         | États-Unis | White Rabbit              |
| 13 mars 2006    | Jacksonville        | États-Unis | Freebird Live             |
| 14 mars 2006    | St. Petersburg      | États-Unis | State Theatre             |
| 16 mars 2006    | Fort Lauderdale     | États-Unis | Culture Room              |
| 17 mars 2006    | Orlando             | États-Unis | House of Blues            |
| 18 mars 2006    | Atlanta             | États-Unis | The Masquerade            |
| 19 mars 2006    | Norfolk             | États-Unis | Norva Theatre             |
| 21 mars 2006    | Philadelphie        | États-Unis | Theatre of Living Arts    |
| 23 mars 2006    | New York            | États-Unis | Avalon Theatre            |
| 24 mars 2006    | New York            | États-Unis | Avalon Theatre            |
| 25 mars 2006    | Washington          | États-Unis | American University       |
| 26 mars 2006    | Buffalo             | États-Unis | The Town Ballroom         |
| 28 mars 2006    | Millvale            | États-Unis | Mr Small's Theatre        |
| 29 mars 2006    | Cleveland           | États-Unis | House of Blues            |
| 30 mars 2006    | Toronto             | Canada     | The Government            |
| Seconde étape   |                     |            |                           |
| 31 mars 2006    | Toledo              | États-Unis | Headliners                |
| 1er avril 2006  | Chicago             | États-Unis | Cabaret Metro             |
| 4 avril 2006    | Columbus            | États-Unis | Newport Music Hall        |
| 6 avril 2006    | Saint Louis         | États-Unis | Pageant                   |
| 7 avril 2006    | Milwaukee           | États-Unis | The Rave                  |
| 8 avril 2006    | Minneapolis         | États-Unis | The Quest Club            |
| 9 avril 2006    | Winnipeg            | Canada     | West End Cultural Centre  |
| 11 avril 2006   | Calgary             | Canada     | The Whiskey               |
| 12 avril 2006   | Edmonton            | Canada     | Starlite Room             |
| 14 avril 2006   | Vancouver           | Canada     | Commodore                 |
| 15 avril 2006   | Seattle             | États-Unis | Showbox                   |
| 16 avril 2006   | Boise               | États-Unis | The Big Easy              |
| 18 avril 2006   | Reno                | États-Unis | New Oasis                 |
| 19 avril 2006   | Santa Cruz          | États-Unis | The Catalyst              |
| 20 avril 2006   | Bakersfield         | États-Unis | Montgomery World Plaza    |
| 21 avril 2006   | Las Vegas           | États-Unis | House of Blues            |
| 22 avril 2006   | Tempe               | États-Unis | The Marquee               |
| Troisième étape |                     |            |                           |
| 24 avril 2006   | San Diego           | États-Unis | Soma                      |
| 25 avril 2006   | Santa Ana           | États-Unis | The Galaxy                |
| 26 avril 2006   | Cabazon             | États-Unis | Key Club                  |
| 27 avril 2006   | Ventura             | États-Unis | Ventura Theatre           |
| 29 avril 2006   | Sacramento          | États-Unis | The Boardwalk             |
| 9 mai 2006      | South Burlington    | États-Unis | Higher Ground             |
| 12 mai 2006     | Atlantic City       | États-Unis | Music Box                 |
| 13 mai 2006     | Uncasville          | États-Unis | Mohegan Sun Arena         |
| 14 mai 2006     | Towson              | États-Unis | Recher Theatre            |
| 15 mai 2006     | Richmond            | États-Unis | Alley Katz                |
| 17 mai 2006     | Charlotte           | États-Unis | Tremont Music Hall        |
| 18 mai 2006     | Columbia            | États-Unis | Headliners Mainstage      |
| 19 mai 2006     | Nashville           | États-Unis | City Hall                 |
| 20 mai 2006     | La Nouvelle-Orléans | États-Unis | House of Blues            |
| 22 mai 2006     | Birmingham          | États-Unis | Zydeco                    |
| 23 mai 2006     | Bâton-Rouge         | États-Unis | Varsity Theatre           |
| 24 mai 2006     | Austin              | États-Unis | La Zona Rosa              |
| 25 mai 2006     | Oklahoma City       | États-Unis | Bricktown Brewery         |
| 27 mai 2006     | Denver              | États-Unis | Ogden Theatre             |
| 28 mai 2006     | Salt Lake City      | États-Unis | Avalon Theatre            |
| 30 mai 2006     | San Francisco       | États-Unis | Great American Music Hall |
| 1er juin 2006   | Los Angeles         | États-Unis | Avalon Theatre            |
| 3 juin 2006     | Bakersfield         | États-Unis | Stramler Park             |

## Line up
- Jared Leto — chanteur, guitariste
- Shannon Leto — batteur
- Tomo Miličević — guitariste
- Matt Wachter — bassiste